# Мендеш Беллу, Антониу
Антониу Мендеш Беллу (порт. António Mendes Bello; 18 июня 1842, Говея, Португалия — 5 августа 1929, Лиссабон, Португалия) — португальский кардинал. Титулярный архиепископ Митилене и суффраган Лиссабона с 24 марта по 13 ноября 1884. Епископ-архиепископ Фару с 13 ноября 1884 по 19 декабря 1907. Тринадцатый Патриарх Лиссабона с 19 декабря 1907 по 5 августа 1929. Кардинал in pectore с 27 ноября 1911 по 25 мая 1914. Кардинал-священник с 25 мая 1911, с титулом церкви Санти-Марчеллино-э-Пьетро с 8 сентября 1914.
Выстраивал отношения между португальской католической церковью и режимом первой республики. Поддерживал создание Португальского католического центра и политику Антониу Лину Нету.